# FK Partizan
O Fudbalski Klub Partizan (em sérvio: Фудбалски клуб Партизан), também conhecido internacionalmente como Partizan de Belgrado ou simplesmente Partizan, é um dos principais clubes de futebol da Sérvia. Sua sede fica na cidade de Belgrado, capital do país, tendo sido fundado em 4 de outubro de 1945, como um time militar do Exército Popular Iugoslavo (JNA).
Partisans era o nome dos membros do Exército Popular da Libertação da Iugoslávia, que lutou na Segunda Guerra Mundial contra as forças do Eixo nos Bálcãs.
Tem como seu principal rival o Estrela Vermelha. O clássico, considerado como a maior rivalidade do país (e uma das mais violentas da Europa), é conhecido como Clássico Eterno (вечити дерби). O seu maior destaque internacional foi um vice-campeonato da Liga dos Campeões da UEFA, a competição mais destacada do continente.

## Estádio
Manda seus jogos no Estádio Partizan (Stadion Partizana), apelidado de O Templo, que tem capacidade para 32.887 espectadores. O estádio também é conhecido como Stadion JNA (Estádio do Exército Popular Iugoslávo). O estádio foi herdado do antigo BSK Belgrado, que se extinguiu durante a guerra, e formou posteriormente o atual OFK Belgrado.

## Cores
As cores do clube são preto e branco, e por causa disso seus torcedores são conhecidos como Coveiros (Grobari, em sérvio). Porém, nos primeiros treze anos, quando fazia parte do Exército, utilizava as cores azul e vermelho (seu uniforme reserva atual).

## História
Assim como alguns grande parte dos clubes do país, foi fundado logo após a Segunda Guerra Mundial, com jogadores vindos de clubes de toda a Iugoslávia, mas principalmente do Gradjanski Zagreb.
O clube era originalmente militar, se tornando independente do Exército no final da década de 1950. Tem um relativo sucesso a nível nacional, sendo o segundo clube com mais títulos (20 campeonatos, além de chegar 15 vezes na segunda colocação).
Já nos campeonatos europeus, seu principal título é a Copa Mitropa em 1977/78, ficando em seu grupo na frente do Perugia, da Itália, e do Brno, da Tchecoslováquia. Na final, bateu o Honvéd, da Hungria, pelo placar de 1 a 0 em Belgrado.
Nas grandes competições européias, seu maior sucesso foi chegar à grande final da Liga dos Campeões da UEFA em 1966. Na ocasião, eliminou o francês Nantes, fazendo 2 a 0 em Belgrado e empatando por 2 a 2 na França. Na fase seguinte, passou pelo Werder Bremen, vencendo por 3 a 0 em casa, e depois perdendo por 1 a 0 na Alemanha. Nas quartas-de-final, proporcionou um emocionante duelo contra o Sparta Praga. Após perder por 4 a 1 na Tchecoslováquia, venceu por incríveis 5 a 0 na capital iugoslava. Já na fase semifinal, venceu o poderoso Manchester United por 2 a 0 em casa (terminando a competição sem tomar nenhum gol em seu estádio), e perdendo por 1 a 0 na Inglaterra. Porém, na final, realizada em Bruxelas (Bélgica), sucumbiu ao forte Real Madrid. O Partizan ainda abriu 1 a 0 no início do segundo tempo, mas tomou a virada por 2 a 1, placar final da partida.
Também na mesma competição já havia chegado às quartas-de-final na primeira edição do torneio, em 1955/56, eliminando nas oitavas-de-final o Sporting, de Portugal (3 a 3 em Lisboa e 5 a 2 em Belgrado), mas perdendo para o Real Madrid nas fase seguinte (4 a 0 pro clube madrilenho na capital espanhola, mas 3 a 0 para o Partizan na capital sérvia).
Outra vez em que chegou às quartas foi em 1963/64, quando eliminou clubes de menor expressão até ser eliminado pela Inter de Milão, da Itália.
Na Taça dos Clubes Vencedores de Taças, já chegou às quartas-de-final em 1989/90 e na Liga Europa da UEFA passou apenas duas vezes para ás oitavas-de-final
Eleito em 1995 como o melhor jogador do Partizan em todos os tempos, o croata Stjepan Bobek é o maior artilheiro da Seleção Iugoslava de Futebol, com 38 gols em 65 jogos, e vencendo duas medalhas de prata olímpicas (1948 e 1952). Pelo Partizan, jogou de 1945 até 1958, marcando 403 gols (recorde até hoje) em 468 jogos.
O clube também teve em seu elenco inúmeros outros grandes jogadores, entre eles os artilheiros Predrag Mijatović, Savo Milošević, Mateja Kežman e Milan Galić (camisa 10 quando a seleção iugoslava ganhou a medalha de ouro olímpica em 1960 e finalista da Copa dos Campeões da europa pelo clube em 1966).

## Elenco atual
- Atualizado em 20 de julho de 2025.[1]

Legenda
- : Capitão
- : Lesão

## Estatísticas

### Mais jogos
| No. | Nome                | Anos                | Liga | Copa | Europa | Outros | Total |
| --- | ------------------- | ------------------- | ---- | ---- | ------ | ------ | ----- |
| 1   | Saša Ilić           | 1996–2005 2010–2019 | 423  | 64   | 114    | 260    | 861   |
| 2   | Momčilo Vukotić     | 1968–1978 1979–1984 | 395  | 20   | 21     | 355    | 791   |
| 3   | Nikica Klinčarski   | 1976–1985 1987–1989 | 261  | 24   | 18     | 262    | 565   |
| 4   | Milan Damjanović    | 1962–1971           | 214  | 13   | 9      | 301    | 537   |
| 5   | Blagoje Paunović    | 1965–1975           | 252  | 14   | 16     | 232    | 514   |
| 6   | Ljubomir Mihajlović | 1961–1970           | 230  | 14   | 26     | 242    | 512   |
| 7   | Nenad Stojković     | 1974–1984           | 245  | 18   | 10     | 219    | 492   |
| 8   | Vladimir Kovačević  | 1959–1966 1967–1970 | 215  | 22   | 24     | 226    | 487   |
| 9   | Vlada Pejović       | 1967–1978           | 172  | 6    | 13     | 294    | 485   |
| 10  | Stjepan Bobek       | 1945–1959           | 195  | 37   | 5      | 241    | 478   |

### Maiores Artilheiros
| No. | Nome                | Anos                | Liga | Copa | Europa | Outros | Total |
| --- | ------------------- | ------------------- | ---- | ---- | ------ | ------ | ----- |
| 1   | Stjepan Bobek       | 1945–1959           | 118  | 48   | 1      | 258    | 425   |
| 2   | Marko Valok         | 1947–1959           | 97   | 35   | 2      | 277    | 411   |
| 3   | Mustafa Hasanagić   | 1962–1969           | 112  | 8    | 9      | 226    | 355   |
| 4   | Momčilo Vukotić     | 1968–1978 1979–1984 | 114  | 2    | 8      | 215    | 339   |
| 5   | Vladimir Kovačević  | 1959–1966 1967–1970 | 112  | 14   | 13     | 180    | 319   |
| 6   | Saša Ilić           | 1996–2005 2010–     | 126  | 18   | 15     | 84     | 243   |
| 7   | Miloš Milutinović   | 1952–1958           | 53   | 10   | 8      | 160    | 231   |
| 8   | Prvoslav Mihajlović | 1945–1950 1951–1957 | 64   | 13   | 1      | 120    | 198   |
| 9   | Nenad Bjeković      | 1969–1976           | 82   | 4    | 2      | 109    | 197   |
| 10  | Savo Milošević      | 1992–1995           | 67   | 14   | 0      | 110    | 191   |

### Maiores ídolos
Em negrito, os jogadores do Dream Team.
| Sérvios - Srđan Baljak - Ljubinko Drulović - Nenad Đorđević - Igor Duljaj - Saša Ilić - Miloš Jojić - Slaviša Jokanović - Lazar Marković - Savo Milošević - Zoran Mirković - Albert Nađ - Matija Nastasić - Goran Obradović - Đorđe Pantić - Veljko Paunović - Mateja Kežman - Ivica Kralj - Mladen Krstajić - Danko Lazović - Adem Ljajić - Marko Lomić - Milan Smiljanić - Miroslav Stević - Zvonimir Vukić | Estrangeiros - Stjepan Bobek - Zlatko Čajkovski - Ivan Ćurković - Milan Galić - Ivan Golac - Mustafa Hasanagić - Jusuf Hatunić - Fahrudin Jusufi - Srečko Katanec - Dragan Mance - Bora Milutinović - Miloš Milutinović - Josip Pirmajer - Kujtim Shala - Admir Smajić - Milutin Šoškić - Marko Valok - Velibor Vasović - Fadil Vokrri - Momčilo Vukotić - Branko Zebec | - Stevan Jovetić - Stefan Savić - Simon Vukčević - Predrag Mijatović - Niša Saveljić - Taribo West - Emanuel Obiora Odita - Zlatko Zahovič - Branimir Bajić - Pierre Boya |

### Treinadores
| Nome                                       | Anos      |
| ------------------------------------------ | --------- |
| Franjo Glaser                              | 1945–1946 |
| Illés Spitz                                | 1946–1951 |
| Antun Pogačnik                             | 1952–1953 |
| Illés Spitz                                | 1953      |
| Milovan Ćirić                              | 1953–1954 |
| Illés Spitz                                | 1954–1955 |
| Aleksandar Tomašević                       | 1955–1956 |
| Kiril Simonovski                           | 1956–1957 |
| Florijan Matekalo                          | 1957      |
| Géza Kalocsay                              | 1957–1958 |
| Illés Spitz                                | 1958–1960 |
| Stjepan Bobek                              | 1960–1963 |
| Kiril Simonovski                           | 1963      |
| Marko Valok                                | 1963–1964 |
| Florijan Matekalo / Aleksandar Atanacković | 1964      |
| Marko Valok                                | 1965      |
| Abdulah Gegić                              | 1965–1967 |
| Stevan Vilotić                             | 1967      |
| Stjepan Bobek                              | 1967–1969 |
| Stevan Vilotić                             | 1969      |
| Kiril Simonovski                           | 1969–1970 |
| Gojko Zec                                  | 1970–1971 |
| Velibor Vasović                            | 1971–1973 |
| Mirko Damjanović                           | 1973–1974 |
| Tomislav Kaloperović                       | 1974–1976 |
| Jovan Miladinović                          | 1976      |
| Ante Mladinić                              | 1977–1978 |

| Nome                                  | Anos      |
| ------------------------------------- | --------- |
| Florijan Matekalo / Jovan Miladinović | 1979      |
| Josip Duvančić                        | 1979–1980 |
| Tomislav Kaloperović                  | 1980–1982 |
| Miloš Milutinović                     | 1982–1984 |
| Nenad Bjeković                        | 1984–1987 |
| Fahrudin Jusufi                       | 1987–1988 |
| Momčilo Vukotić                       | 1988–1989 |
| Ivan Golac                            | 1989–1990 |
| Nenad Bjeković                        | 1990      |
| Miloš Milutinović                     | 1990–1991 |
| Ivica Osim                            | 1991–1992 |
| Ljubiša Tumbaković                    | 1992–1999 |
| Miodrag Ješić                         | 1999–2000 |
| Ljubiša Tumbaković                    | 2000–2002 |
| Lothar Matthäus                       | 2002–2003 |
| Vladimir Vermezović                   | 2004–2005 |
| Jürgen Röber                          | 2005–2006 |
| Miodrag Ješić                         | 2006–2007 |
| Miroslav Đukić                        | 2007      |
| Slaviša Jokanović                     | 2007–2009 |
| Goran Stevanović                      | 2009–2010 |
| Aleksandar Stanojević                 | 2010–2012 |
| Avram Grant                           | 2012      |
| Vladimir Vermezović                   | 2012–2013 |
| Vuk Rašović                           | 2013      |
| Marko Nikolić                         | 2013–2015 |
| Zoran Milinkovic                      | 2015      |

| Nome              | Anos      |
| ----------------- | --------- |
| Ljubinko Drulović | 2015      |
| Ivan Tomić        | 2015–2016 |
| Marko Nikolić     | 2016–2017 |
| Miroslav Đukić    | 2017–     |

## Uniformes

### Uniformes dos jogadores
- 1º - Camisa listrada em preta e branca, calção e meias pretas;
- 2º - Camisa branca, calção e meias brancas;
- 3º - Camisa preta, calção e meias pretas.

| 1º Uniforme | 2º Uniforme | 3º Uniforme |

### Uniformes dos goleiros
- Camisa amarela, calção e meias amarelas;
- Camisa cinza, calção e meias cinzas;
- Camisa verde, calção e meias verdes.

| Cores do Time · Cores do Time · Cores do Time · Cores do Time · Cores do Time | Cores do Time · Cores do Time · Cores do Time · Cores do Time · Cores do Time | Cores do Time · Cores do Time · Cores do Time · Cores do Time · Cores do Time |

### Uniformes anteriores
- 2018-19

| Primeiro | Segundo | Terceiro |

- 2017-18

| Primeiro | Segundo |

- 2016-17

| Primeiro | Segundo |

- 2015-16

| Primeiro | Segundo |

- 2014-15

| Primeiro | Segundo | Terceiro |

- 2013-14

| Primeiro | Segundo | Terceiro |  |

- 2012-13

| Primeiro | Segundo |

- 2011-12

| Primeiro | Segundo | Terceiro |  |

- 2010-11

| Primeiro | Segundo | Terceiro |  |

- 2009-10

| Primeiro | Segundo | Terceiro |  |

- 2008-09

| Primeiro | Segundo | Terceiro |  |

- 2007-08

| Primeiro | Segundo | Terceiro |

## Títulos
|                                   | Copa Mitropa*                            | 1       | 1978 |  |  |
| NACIONAIS (SÉRVIA, 1992–PRESENTE) |                                          |         | |  |  |
|                                   | Competição                               | Títulos | Temporadas |  |  |
|                                   | Campeonato Sérvio                        | 16      | 1992–93, 1993–94, 1995–96, 1996–97, 1998–99, 2001–02, 2002–03, 2004–05, 2007–08, 2008–09, 2009–10, 2010–11, 2011–12, 2012–13, 2014–15, 2016–17 |  |  |
|                                   | Copa da Sérvia                           | 10      | 1993–94, 1997–98, 2000–01, 2007–08, 2008–09, 2010–11, 2015–16, 2016–17, 2017–18, 2018–19                                                       |  |  |
| NACIONAIS (IUGOSLÁVIA, 1946–1992) |                                          |         | |  |  |
|                                   | Competição                               | Títulos | Temporadas |  |  |
|                                   | Campeonato Iugoslavo (RSFI)              | 11      | 1946–47, 1948–49, 1960–61, 1961–62, 1962–63, 1964–65, 1975–76, 1977–78, 1982–83, 1985–86, 1986–87                                              |  |  |
|                                   | Copa da Iugoslávia (RSFI)                | 6       | 1946–47, 1951–52, 1953–54, 1956–57, 1988–89, 1991–92                                                                                           |  |  |
|                                   | Supercopa da Iugoslávia                  | 1       | 1989 |  |  |
|                                   | Liga dos Campeões de Verão da Iugoslávia | 1       | 1969 |  |  |

- Torneio originalmente organizado por um comitê liderado por Hugo Meisl e as federações nacionais participantes.[2][3]

### Outras conquistas
- Uhrencup: 1989
- Copa Mohamed V: 1963

### Outras campanhas de destaque
- Liga dos Campeões da UEFA
  - Vice-campeão (1): 1965–66
- Copa Mohamed V
  - Vice-campeão (2): 1965, 1972

## Ligações Externas
- Página oficial
- Site doméstico na UEFA
- Página não-oficial
- Página de torcedores